# Rue d'Écosse (Paris)
Pour les articles homonymes, voir Rue d'Écosse.
La rue d'Écosse est une voie située dans le quartier de la Sorbonne dans le 5e arrondissement de Paris.

## Situation et accès
La rue d'Écosse est desservie par la ligne 10 à la station Maubert - Mutualité.

## Origine du nom

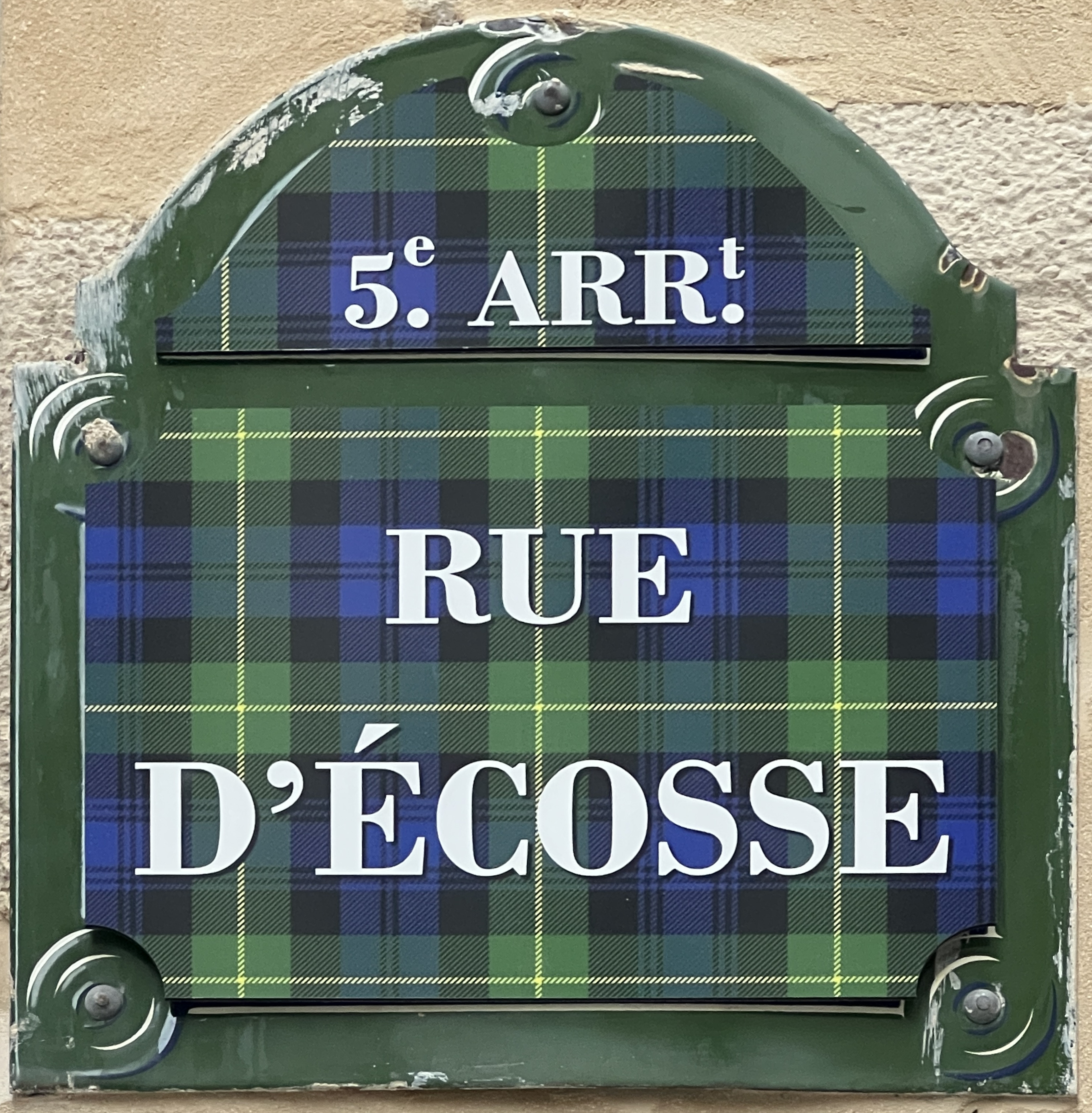
Plaque de la rue.

Elle doit son nom aux étudiants du collège des Écossais situé alors rue des Amandiers (rue Laplace depuis 1864).

## Historique
La rue existe au moins depuis 1290. Elle prend le nom de « rue des Trois-Crémaillères » et de « rue du Chauderon » au XIVe siècle. Ces noms proviennent d’une enseigne.
Elle est citée sous le nom de « rue d'Escosse » dans un manuscrit de 1636.
Elle était reliée à la rue des Sept-Voies (rue Valette depuis 1879) par la rue du Four-Saint-Jacques. 
En 1855, un décret prévoit la suppression de la rue d'Écosse afin de prolonger la rue du Cimetière-Saint-Benoist jusqu'à la rue des Carmes. Le projet n'est pas réalisé et ces dispositions sont annulées par un second décret de 1880.
Cette même année, la rue du Four-Saint-Jacques et une grande partie de la rue d'Écosse sont toutefois supprimées pour permettre l'extension du collège Sainte-Barbe, transformant ainsi cette voie en impasse.
Au milieu du XIXème siècle, vivait dans une des maisons de cette rue, un curieux personnage, surnommé "le berger en chambre".
Il cohabitait dans un appartement du 5ème étage avec 52 chèvres! Il vendait du lait aux enfants et aux malades, chaque chèvre étant nourrie suivant les besoins de la clientèle.  

Plan du collège Sainte-Barbe
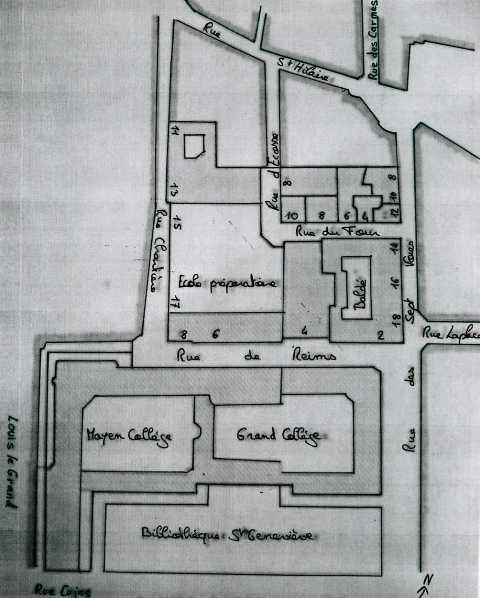
En 1879.
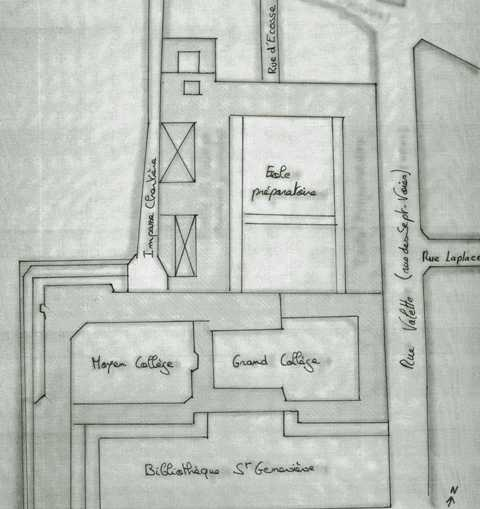
En 1884.

## Bâtiments remarquables et lieux de mémoire
- Collège Sainte-Barbe.
- No 4 : emplacement, à l’arrière du bâtiment, du cimetière de l’église Saint-Hilaire-du-Mont[7].